# Фирс и Емельян
Фирс и Емельян — святые, почитаемые в Брешии. День памяти — 22 ноября.
Согласно одному из преданий, святой мученик Емельян пострадал в Доростоле, что на Дунае, Мезия, будучи брошенным в печь при императоре Иулиане. Также считается, что речь идёт о святом Фирсе, пострадавшем при Деции. С другой стороны, Эмидий Зана  находит в святом Емельяне мученика из Армении, а в святом Фирсе — мученика, пострадавшего вместе со святыми Андиохием и Феликсом недалеко от Отена, в Солье, что на Золотом побережье Франции. Культ пришел в Брешию из знаменитого монастыря святого Галла в Рейнской области и из-за монашеского влияния, особенно через монастырь святого Евфимия. Два святых являются владельцами приходов Вилла-Карчина и Монтичелли-Брузати, где праздник отмечается 22 ноября. Им посвящены молельни в горах Сареццо, в Ураго Мелла и в Паденге. В их память освящены часовни, которые Понтегателло или Чиццанелло, Коккальо, а также Мантуано-Ди-Казальольдо и Кастильоне-Делле-Стивьере.